# Speertandhaai
De speertandhaai (Glyphis glyphis) is een haai uit de familie van de requiemhaaien.

## Natuurlijke leefomgeving
De speertandhaai is zeer zeldzaam en komt waarschijnlijk nog voor in het westen van de Grote Oceaan in de rivieren van Maleisië, Papoea-Nieuw-Guinea en Queensland (Australië).

## Kenmerken
De mannelijke speertandhaai kan een maximale lengte bereiken van 230 centimeter, de vrouwelijke lijkt iets kleiner te blijven.

## Relatie met de mens
Er zijn maar weinig bevestigde waarnemingen en vangsten van de speertandhaai. In het najaar van 2002 is een uitgebreid onderzoek gedaan naar het voorkomen van kraakbeenvissen in de grote rivieren en riviermondingen in het noorden van Australië (West-Australië, Noordelijk Territorium, Queensland). Er werden 136 locaties in 38 verschillende rivieren bemonsterd, daarbij werd geen enkele soort haai uit het geslacht Glyphis gevangen. Aanvullend onderzoek in 2004 in en rond de Golf van Carpentaria leverde 28 vangsten en meer inzicht in de habitatgebruik van speertandhaai en de nog zeldzamere Glyphis garricki.
In oktober 2015 zijn twee volwassen exemplaren gevangen in de Bizantrivier, oostelijk van Kaap York-schiereiland, Queensland. Beide zijn van een satelliettag voorzien waarmee ze twee maanden te volgen zijn..
Onderzoekers van de IUCN schatten dat de wereldpopulatie minder dan 2.500 volwassen exemplaren bevat en dat er plaatselijk subpopulaties zijn die nooit meer dan 250 volwassen individuen bevatten. Verder worden de speertandhaaien bedreigd door beroepsvisserij (als bijvangst) en door big-game fishery (sportvisserij op zee op grote vissoorten als haaien en tonijnen) en mogelijk ook door habitataantasting in riviermondingen. Mogelijk kan uit toekomstig onderzoek blijken dat de speertandhaai minder zeldzaam is. Zo lang daarvoor het bewijs niet is geleverd, blijft deze soort als bedreigd op de Rode Lijst van de IUCN.

## Synoniemen
- Carcharhinus glyphis - (Müller & Henle, 1839)[2]
- Carcharias glyphis - Müller & Henle, 1839[2]

Gangeshaai (Glyphis gangeticus) · Noordelijke rivierhaai (Glyphis garricki) · Speertandhaai (Glyphis glyphis) · Siamese haai (Glyphis siamensis)